# لیپوپروتئین

لیپوپروتئین (به انگلیسی: Lipoprotein) یک مجموعه مولکولی پروتئینی است. بسیاری از آنزیمها، گیرنده‌های آنتی‌ژن، منتقل کننده‌ها، پروتئینهای ساختمانی و سموم لیپوپروتئین هستند. لیپوپروتئین‌ها در غشای سلول، غشای میتوکندری و کلروپلاست و باکتری‌ها نیز وجود دارند.
لیپوپروتئینهای خون ترکیبی متشکل از لیپیدها و آپولیپوپروتئین‌ها هستند که به واسطه وجود آنها، چربی‌ها در خون گردش می‌یابند.

## انواع لیپوپروتئین
| چگالی (g/mL) | گروه       | قطر (nm) | % پروتئین | % کلسترول | % فسفولیپید | % triacylglycerol & cholesterol ester |
| >۱٫۰۶۳       | HDL        | ۵–۱۵     | ۳۳        | ۳۰        | ۲۹          | ۴                                     |
| ۱٫۰۱۹–۱٫۰۶۳  | LDL        | ۱۸–۲۸    | ۲۵        | ۵۰        | ۲۱          | ۸                                     |
| ۱٫۰۰۶–۱٫۰۱۹  | IDL        | ۲۵–۵۰    | ۱۸        | ۲۹        | ۲۲          | ۳۱                                    |
| ۰٫۹۵–۱٫۰۰۶   | VLDL       | ۳۰–۸۰    | ۱۰        | ۲۲        | ۱۸          | ۵۰                                    |
| <۰٫۹۵        | شیلومیکرون | ۱۰۰–۱۰۰۰ | <۲        | ۸         | ۷           | ۸۴                                    |